# Tatort: Blüten aus Werder
Blüten aus Werder ist ein Fernsehfilm aus der Kriminalreihe Tatort der ARD und des ORF. Der Film wurde vom SFB produziert und am 13. Februar 2000 erstmals ausgestrahlt. Es handelt sich um den dritten Fall des Ermittler-Duos Hellmann und Ritter und die 436. Tatort-Folge. Hellmann und Ritter müssen den Überfall auf eine junge Frau und die Erpressung von deren Vater klären und geraten dabei auf die Spur eines geplanten Verbrechens.

## Handlung
Robert Hellmann feiert mit seinen Freunden und seinem Kollegen Till Ritter seinen Geburtstag. Die junge dunkelhäutige Studentin Helen Weinhold wird währenddessen unter einer S-Bahnbrücke von zwei Skinheads attackiert und krankenhausreif geprügelt, ein Obdachloser, der ihr zu Hilfe kommen will, wird von Marco Hoppe totgeprügelt, sein Mitstreiter Mischa Dirks versucht vergeblich, ihn davon abzuhalten. Robert Hellmann stößt auf seinem Heimweg zufällig auf die Szene und greift ein, doch auch er wird von Hoppe niedergeschlagen. Im Krankenhaus besteht er schnell auf seine Entlassung, dort trifft er auch auf Helen Weinhold und deren Eltern und beschließt, in dem Fall zu ermitteln. Die beiden Skinheads gehen unterdessen zu ihrem Auftraggeber Hans Grabner, Mischa, der mitgemacht hat, weil sie dem Mädchen gemäß Grabners Auftrag lediglich Angst einjagen sollten, berichtet diesem vom Gewaltexzess seines Komplizen Marco. Hellmann lässt ein Phantombild von Mischa erstellen, den er beim Überfall genau gesehen hat. Grabner ruft unterdessen anonym bei Lutz Weinhold an, der als Chef-Informatiker bei der BEWAG arbeitet und macht ihm klar, dass der Angriff auf seine Tochter nicht von Skinheads verübt wurde. Damit seiner Tochter nichts passiert, solle er kooperieren. Um seine Drohung zu untermauern, dass er jederzeit an seine Tochter herankomme, hat Grabner eine Nachricht für Weinhold in der Nachttischschublade im Krankenzimmer von Helen deponiert, Weinhold solle auf weitere Anweisungen warten.
Grabner hat von der Treuhand eine alte Druckerei in Werder bei Berlin gekauft. In der Klinik erfahren Hellmann und Ritter, dass Helen ein Schlafmittel gespritzt worden war, ein fremder Arztkittel wird kurz darauf in der Klinik gefunden, den die Beamten zur Spurensicherung mitnehmen. Grabner und Mischa beobachten die Beamten, wie sie die Weinholds besuchen, Mischa erkennt in Hellmann den Mann am Tatort, der eingegriffen hat, Grabner erzählt Mischa, dass Ritter dessen Vater erschossen hat. Hellhörig geworden durch den falschen Arzt bei Helen im Krankenhaus fragen die Beamten das Ehepaar, ob es jemand auf Helen abgesehen haben könnte und ob der angebliche Skinheadüberfall eventuell geplant war. Zudem fragen sie Herrn Weinhold, warum er heute in der Klinik war, doch der nervöse Weinhold schickt die Beamten weg, ohne deren Fragen zu beantworten. Mittlerweile haben die Beamten die Identität des getöteten Obdachlosen klären können und suchen dessen besten Freund Erich auf, der ebenfalls obdachlos ist. Dieser war am Anfang der Szene dabei und sagt den Beamten gegenüber aus, dass die Täter sich lediglich als Skinheads getarnt hatten, sie hätten über Handys Anweisungen bekommen und auf eine bestimmte Person gewartet. Grabner droht unterdessen erneut Weinhold, dieser vertraut sich seiner Frau an. Grabner will seine Tochter ins Ausland bringen, doch über eine Wanze hört Grabner alles mit.
Am nächsten Morgen erfahren Ritter und Hellmann die Ergebnisse der DNA-Analyse vom Arztkittel, die Spuren stammen vom vorbestraften Marco Hoppe, dieser teilte sich eine Zelle mit dem Bankräuber Hans Grabner. Ritter erzählt Hellmann, dass er damals die Bank gestürmt  hat, sein damaliger Partner ist von Grabner getötet worden, ebenso eine Geisel. Ritter wiederum hat Grabners Partners angeschossen, ein paar Monate später starb dieser im Gefängnis bei einer Messerstecherei. Grabner ist skrupellos und seit drei Monaten wieder frei, Ritter vermutet, dass  Grabner einen Riesencoup plant und Weinhold zu diesem Zweck unter Druck setzt, er beschließt, Helen Weinhold unter Polizeischutz zu stellen. Die Weinholds jedoch holen ihre Tochter zur gleichen Zeit aus dem Krankenhaus, um mit ihr zum Flughafen zu eilen, Grabners Leute fangen den Wagen allerdings ab und entführen Helen. Der maskierte Grabner gibt Weinhold die Anweisung, am nächsten Tag im Rechenzentrum für einige Minuten den Strom abzuschalten, sonst werde seine Tochter sterben. Mischa, der Mitleid mit der verängstigten Helen hat, verspricht ihr unterdessen, dass er sie während der Geiselnahme beschützen werde. Anschließend beobachten Hellmann und Ritter, wie die vollkommen aufgelösten Weinholds nach Hause kommen. Die Beamten bitten um ein Gespräch und machen klar, dass sie wissen, dass Grabner sie unter Druck setzt. Sie bitten die Weinholds, mit ihnen zu kooperieren, doch diese weisen sie in der Angst um ihre Tochter ab. Hellmann ahnt, dass Grabner Weinholds Tochter entführt hat und die Eheleute deshalb so unter Druck stehen, kurz darauf erfahren sie, dass diese für ihre Tochter einen Flug nach Jamaika gebucht hatten, den die Tochter nicht angetreten hat. Weinholds erhalten ein Erpresservideo, in dem ihre Tochter sie anfleht, die Anweisungen des Gangsters zu befolgen und keine Polizei einzuschalten. Frau Weinhold möchte zur Polizei, doch ihr Mann befolgt die Anweisungen von Grabner und fährt, beobachtet von Hellmann und Ritter, zur Arbeit.
Hellmann und Ritter gehen, ihrerseits beobachtet von Grabner und Hoppe, zu Frau Weinhold, Ritter macht ihr klar, dass er weiß, dass ihre Tochter in Grabners Gewalt ist. Als er ihr erzählt, dass er schon einmal eine Geisel ermordet hat, erzählt sie den Beamten von der Erpressung und dass ihr Mann den Strom im Rechenzentrum abschalten soll. Die Beamten rätseln, was Grabner mit der Stromabschaltung bezweckt, Frau Weinhold erzählt ihnen, dass der Erpresser ihr Haus verwanzt hat und über alles Bescheid weiß, was sie tun. Die Beamten können die Wanzen orten und eine Fangschaltung bei den Weinholds installieren. Die Wanzen waren einige Wochen zuvor bei angeblichen Wartungsarbeiten der Telekom im Haus angebracht worden. Unterdessen wird in der von Grabner erworbenen ehemaligen Druckerei die Inbetriebnahme der alten Maschinen durch einen ehemaligen Mitarbeiter der Druckerei vorbereitet. Die Weinholds erhalten im heimlichen Beisein von Hellmann und Ritter einen weiteren Anruf, Weinhold soll zu einer bestimmten Uhrzeit am Nachmittag für zehn Minuten den Strom im äußersten Westen Berlins abschalten. Die Fangschaltung misslingt, aber die Stimme kann mit Computerhilfe eindeutig als Grabners identifiziert werden. Während Hellmann und Ritter rätseln, was Grabner vorhat, erfährt Mischa beiläufig von Grabner, dass Helen nach dem Coup beseitigt werden soll. Die Vermutungen der Beamten gehen dahin, dass einer der den betroffenen Bereich durchfahrenden Züge durch den Stromausfall gestoppt und ausgeraubt werden soll, der Chef der Zentraldruckerei von Berlin gibt den Beamten den Hinweis, dass in einem der ausgehenden Züge Blankobögen für die neuen Euro-Noten nach Belgien geliefert werden sollen. Wer diese und die richtigen Maschinen hat, könnte damit in einer Nacht mehrere hundert Millionen Euro drucken.
Grabner hat unterdessen den ehemaligen Druckereimitarbeiter der DDR-Zentraldruckerei, der für ihn die Schneidemaschine wieder in Gang gebracht hatte, von Marco Hoppe töten lassen, seine Leiche wird kurz darauf von der Polizei gefunden und identifiziert, Hellmann und Ritter ahnen daraufhin, dass dieser den Coup in der ehemaligen Druckerei Werder mit vorbereitet hat. Während Ritter mit einem SEK den Zug begleitet, fährt Hellmann mit einem anderen SEK zur Druckerei. Wie verabredet schaltet Weinhold den Strom ab, die Gangster kapern den Waggon mit den vermeintlichen Blankobögen, von den SEK-Beamten und Ritter bemerken sie nichts. Marco Hoppe soll unterdessen Helen töten, doch er wird von Mischa niedergeschlagen, der mit Helen flieht. Über längst stillgelegte Industriegleise bringen Grabners Leute den Waggon in die ehemalige Druckerei, als sie die Tür öffnen, steht ihnen das SEK gegenüber, nach einem kurzen Schusswechsel können die Gangster überwältigt werden, nur Grabner kann fliehen. Unterdessen halten sich Mischa und Helen versteckt, doch Hoppe ist kurz davor, sie zu entdecken, Mischa tritt die Flucht nach vorn an und attackiert diesen, Hoppe kann Mischa nach kurzem Kampf niederschießen und will Helen töten. In diesem Moment treffen Hellmann und seine Kollegen ein, Hellmann erschießt Hoppe, der schwer verletzte Mischa wird ins Krankenhaus gebracht. Hellmann lässt sein SEK abrücken und erfährt dann erst über Funk von Ritter, dass Grabner noch frei ist. Im Alleingang macht er sich auf die Suche nach Grabner, so dass es zu einem Zweikampf zwischen den beiden kommt, den Grabner für sich entscheiden kann. Als er Hellmann umbringen will, kommt Ritter mit seinen Kollegen und nimmt Grabner fest.

## Produktion
Der Tatort Blüten aus Werder ist eine Produktion im Auftrag des SFB für Das Erste. Der Film wurde in Berlin gedreht. Bei seiner Erstausstrahlung am 13. Februar 2000 hatte Blüten aus Werder 5,90 Millionen Zuschauer, was einem Marktanteil von 16,00 % entspricht.

## Kritik
TV Spielfilm beurteilte den Film nur mittelmäßig und kommentiert „Die Selbstverliebtheit der Cops nervt“.